# Zelimchan Abakarov
Zelimchan Arsenovitj Abakarov (ryska: Зелимхан Арсенович Абакаров), född 14 juli 1993 i Chasavjurt, är en rysk-albansk brottare som tävlar i fristil.

## Karriär
Vid EM 2025 i Bratislava tog Abakarov brons i 61 kg-klassen efter att ha besegrat moldaviske Leomid Colesnic i bronsmatchen.